# سارة غلين
سارة غلين (بالإنجليزية: Sarah Glenn)‏ (مواليد 27 أغسطس 1999) هي لاعبة كريكت بريطانية، تشارك مع منتخب إنجلترا منذ عام 2019.

## وصلات خارجية
- سارة غلين على موقع إي آس بي آن كريك إنفو (الإنجليزية)